# Terminus Canebière
Terminus Canebière est la première histoire de la série Léo Loden par Christophe Arleston et Serge Carrère. Elle est publiée pour la première fois en 1991 aux éditions Soleil avant d'être rééditée en 1999.

## Synopsis
Accusé à tort d'une bavure, le commissaire Léo Loden est contraint de démissionner de la police de Marseille. Cependant il va tout faire pour prouver son innocence. Aidé de son oncle, tonton Loco, il se lance sur la piste de dangereux trafiquants du milieu marseillais qui cachent des terroristes. Son enquête se terminera sur l'arrestation d'un ripoux complice des malfaiteurs ainsi que sur la saisie d'une importante somme en liquide qui lui permettra ainsi de monter son agence de détective privé : Léo Loden, un privé à Marseille.

## Lieux et monuments dessinés
L'action se déroule à Marseille. De nombreux lieux et monuments emblématiques de la ville sont ainsi présents dans les planches dessinées par Serge Carrère. On retrouve notamment la basilique Notre-Dame-de-la-Garde, la Statue de David ainsi que l'Opéra municipal de Marseille. L'intrigue se déroulant partiellement dans les environs des docks de Marseille et de la Canebière, de nombreux plans des rues à proximité sont également dessinés. Le cimetière Saint-Pierre est également utilisé comme décor pour une partie de l'histoire.

## Clins d'œil
- Le nom du terroriste lié à l'affaire est Abou Djelal, nom qui rappelle celui de Mourad Boudjellal, directeur des éditions Soleil auxquelles l'album est publié.
- Loden et Loco sont pris dans une manifestation de supporteurs de l'Olympique de Marseille. On ne sait cependant pas s'il s'agit d'une confrontation directe en marge d'un match OM-Bordeaux ou bien la célébration du titre de champion de France 1990 devant les Girondins de Bordeaux[1]. La rivalité entre les deux clubs était particulièrement vive à la fin des années 1980 et au début des années 1990, soit à l'époque où l'album est publié pour la première fois.